# Adriana García Roel
Adriana García Roel (ur. 4 czerwca 1916 w Monterrey, zm. 26 października 2003 tamże) – meksykańska prozaiczka i nauczycielka.

## Życiorys
Córka Maria A. Garcíi oraz Maríi Roel, ukończyła American School Foundation of Monterrey w 1933 roku. Studiowała w Instituto Laurens w Monterrey oraz na Narodowym Uniwersytecie Autonomicznym Meksyku w 1939 roku. Poślubiła Julia R. de la Garza. Pracowała jako nauczycielka w Colegio Dolores Martínez w latach 1933–1943. Należała do Guarderías Infantiles de Monterrey. Jest uznawana wraz z  Irmą Sabiną Sepúlvedą za jedną z pionierek kobiecego ruchu literackiego w Nuevo León w XX wieku.
Mieszkała przy Zarazoza Nte. 724 w Monterrey.

## Nagrody
- Premio Miguel Lanz Duret za powieść El Hombre de barro[4] (1942)[5][2]
- Medalla al Mérito Cívico del Estado de Nuevo León[4]

## Twórczość
Pisała opowiadania i eseje, publikowane w rozmaitych czasopismach. Opublikowała powieści:
- El Hombre de barro (1942)[5]
- Apuntes ribereños (1955)[6]
- Lucía la de Tlalpan (2003)[4]